# Edward Małecki
Edward Jan Małecki (ur. 24 czerwca 1941 w Warszawie, zm. 14 grudnia 2018) – polski samorządowiec oraz działacz opozycji demokratycznej w okresie PRL.

## Życiorys
Z wykształcenia był prawnikiem, prowadził gospodarstwo rolne w Korabiewicach. W II połowie lat 70. działał w Komitecie Samoobrony Chłopskiej, współpracował z niezależnym pismem Placówka. W 1980 należał do działaczy Niezależnego Samorządnego Związku Zawodowego Rolników „Solidarność Wiejska”, na zjeździe tej organizacji w dniu 14 grudnia 1980 wszedł w skład jej Prezydium. Z ramienia tej organizacji uczestniczył w strajku chłopskim w Rzeszowie, był członkiem Komitetu Strajkowego.
13 lutego 1981 został z ramienia „Solidarności Wiejskiej” członkiem Krajowej Komisji Porozumiewawczej NSZZ Rolników Indywidualnych „Solidarność” działającej do zjazdu zjednoczeniowego niezależnego ruchu związkowego na wsi w dniach 8-9 marca 1981. Następnie był członkiem prezydium wojewódzkiego oddziału NSZZ Rolników Indywidualnych „Solidarność” w Skierniewicach. Od 13 grudnia 1981 do 27 września 1982 był internowany w Ośrodku Odosobnienia w Łowiczu. Jesienią 1982 został członkiem prezydium Ogólnopolskiego Komitetu Oporu Rolników, od 6 maja 1983 do 28 lipca 1983 był aresztowany.
W listopadzie 1986 został członkiem nowo powstałej Tymczasowej Krajowej Rady Rolników „Solidarność”, wchodził w skład jej Prezydium. Uczestniczył w obradach Okrągłego Stołu w podzespole ds. rolnictwa. 6 kwietnia 1989 został wiceprzewodniczącym powstałego wówczas Komitetu Obywatelskiego „Solidarność” Województwa Skierniewickiego.
Po transformacji systemowej w Polsce, wziął udział w maju 1990 w pierwszych wyborach do samorządu terytorialnego w trakcie których został wybrany na funkcję burmistrza dzielnicy Praga-Południe m.st. Warszawy. Funkcję burmistrza sprawował w latach 1990–1992. W trakcie swojego urzędowania rozpoczął między innymi procesu komunalizacji gruntów na terenie Pragi-Południe, a także zorganizował pierwszy w Polsce kataster numeryczny nieruchomości. Edward Małecki był także członkiem  Rady Fundacji „Dom Holenderski”.
W 2011 za wybitne zasługi dla niepodległości Rzeczypospolitej Polskiej, za działalność na rzecz przemian demokratycznych w kraju, za osiągnięcia w pracy zawodowej i społecznej został odznaczony Krzyżem Oficerskim Orderu Odrodzenia Polski.
Zmarł 14 grudnia 2018. Został pochowany na cmentarzu Bródnowskim w Warszawie.